# Barleria brevispina
Barleria brevispina är en akantusväxtart som först beskrevs av Adriano Fiori, och fick sitt nu gällande namn av Hedren. Barleria brevispina ingår i släktet Barleria och familjen akantusväxter. Inga underarter finns listade i Catalogue of Life.